# Emmanuel de Belgique
Le prince Emmanuel de Belgique, prince de Belgique, né le 4 octobre 2005 à l'hôpital Erasme à Anderlecht (Bruxelles), est un membre de la famille royale belge, troisième dans l'ordre de succession au trône de Belgique.

## Biographie

### Famille
Le prince Emmanuel est le fils cadet et troisième enfant du roi Philippe de Belgique et de son épouse la reine Mathilde. Il est le petit-fils du roi Albert II de Belgique et de la reine Paola Ruffo di Calabria. Son parrain est le grand-duc héritier Guillaume de Luxembourg et sa marraine est sa tante la comtesse Élisabeth d'Udekem d'Acoz. Emmanuel a un frère aîné le prince Gabriel, une sœur aînée la princesse Élisabeth et une sœur cadette la princesse Éléonore.

### Scolarité
Le prince Emmanuel est dyslexique et étudie dans l'école spécialisée néerlandophone Eureka de Kessel-Lo, près de Louvain, depuis la rentrée 2012 jusqu'en 2020,. En septembre 2020, il entre à l'International School of Brussels (en), située à Watermael-Boitsfort, afin de préparer un baccalauréat international,.
En novembre 2024, il est révélé qu'il participe à une formation de gardien de but dans une académie espagnole de football.

### Carrière musicale
En juin 2025, il entame une carrière de disc-jockey sous le nom de scène Vyntrix.

## Titres et honneurs

### Titulature
- Depuis le 4 octobre 2005 : Son Altesse Royale le prince Emmanuel de Belgique, prince de Belgique, duc de Saxe, prince de Saxe-Cobourg-Gotha.